# Список архітекторів Іспанії
Список архітекторів Іспанії.

## А
- Вісенте Асеро ( )
- Хуан Баутіста Антонеллі (1550—1616)
- Мартин-де Альдеуела (1729—1802)
- Антоніо Лопес Агуадо
- Жозе Мануель Айзпуруа
- Хосе Марія де Айзпуруа
- Хуан де Алава
- Мартин де Андуджар Кантос (1602 -?)
- Еміліо Родрігес Аюсо
- Клаудио де Арсиниега (1520—1593)

## Б
- Альберто Кампо Баеза (нар. 1946)
- Херонимо Балбас
- Луїс Мойя Бланко (1904—1990)
- Франсиско Бесерра (бл. 1545—1605)
- Алонсо Берругете (1488—1561)
- Рікардо Бофіль (або Рікардо Бофілл, 1939 р.н.)
- Хосе Банус
- Жауме Бускетс (1904—1968)
- Бартоломе Бустаманте
- Ісідре Пуч Боада
- Сезар Мартинел Брюне

## В
- Хуан Баутиста Вильяльпандо (552—1508)
- Хуан де Вильянуэва (1739—811)
- Луїс де Вега
- Ісідро Гонсалес Веласкес
- Антоніо Марія Репуллес Варгас

## Г
- Висенте Гвалларт ( )
- Хуан Гуас (? — 1496)
- Луис де Гарридо (род. 1960)
- Антоніо Гауді (1852—1926)

## Д
- Хосе Марія Джуджол (1879—1949) ( )

## Е
- Хосеп Доменек Эстапія (1858—1917)
- Энрике Эгас ( )
- Франсіско Эррера молодший (1622—1655)
- Хуан де Эррера ( бл. 1530—1597)

## Ж
- Андрес Жак (1971 р.н.)

## К
- Сантьяго Калатрава (1951 р.н. )
- Фелікс Кандела (1910—1997)
- Алонсо де Коваррубіас
- Франсіско де Куба
- Антони Бонет Кастеллана
- Джоан Маргеріт Косарнау
- Мартин де Андужар Кантос (1602-?)

## Л
- Антоніо Ламела
- Хуліо Кано Лассо (1920—1996)
- Еуфрасіо Лопес де Рохас

## М
- Фернандо Гарсія Мерсадаль ( )
- Педро Мачука (бл. 1490—1550 )— художник та архітектор доби маньєризму.
- Сезар Манріке (1919—1992)
- Луїс Доменек-і-Монтанер (1850—1923)
- Хусто Гальєго Мартінес (род. 1925)
- Енріко Міраллес (1955—2000)
- Рафаель Монео
- Беренгер де Монтагут
- Карлос Моралєс Кінтана
- Адольфо Моран
- Альберто Де ла Мадре Диос (1575—1635)

## Н
- Енріко Нието

## О
- Франсіско Хавьєр Саєнс де Оіза (1918—2000)
- Хоакін Отаменді

## П
- Альберто Паласіо
- Сальвадор Валерій Пупурулл
- Хавьєр Гомес Піос
- Карме Пінос
- Антоніо Паласіос (1874—1945)

## Р
- Дієго де Ріаньйо
- Педро де Рібера
- Вентура Родрігес
- Гинер Бернардо де-лос-Риос (1888—1970)

## С
- Енріке Саньє
- Хосе Луїс Серт (1902—1983)
- Дієго Силое (1490—1563) — архітектор і скульптор доби Відроження, засновник Гранаданської скульптурної школи.
- Алехандро де ла Сота (1913—1996)
- Луїс Гутьеррес Сото (1890—1977)

## Т
- Тіода
- Хуан Баутиста де Толедо
- Мануэль Толса
- Дієго Томе
- Нарциско Томе
- Едуардо Торроджа

## Ф
- Мігель Фисак (1913—2006)

## Х
- Родріго де Гіль Хонтаньйон (1500—1577)
- Хуан Гіль де Хонтаньйон (1480—1526)
- Франсіско Хареньйо
- Фернандо Хігуерас (1930—2008)

## Ш
- Каста Фернандес-Шоу (1896—1978)